# Korra Del Rio
Korra del Rio (Milwaukee, Wisconsin; 27 de abril de 1988) es una actriz pornográfica transexual estadounidense.

## Biografía
Nació en Milwaukee, en abril de 1988, en una familia con ascendencia alemana y mexicana. En 2014, con 26 años recién cumplidos, empezó su camino en la industria del porno transexual trabajando en películas de Trans Angels, Devil's Film, Grooby Productions, Third World Media, Gender X, Trans500, Evil Angel o Transsensual.
Abiertamente, Korra del Río se declara bisexual.
Algunos de sus trabajos destacados de su filmografía son America's Next Top Tranny 20, My Transexual Lover 2, Popular T-Girlz, Smothered By A Shemale, Tranny Handies 2, Tranny POV 2 o TS Factor 4.
En 2017 estuvo nominada en los Premios AVN a la Mejor escena de sexo transexual por Bang My Tranny Ass 14.
Hasta la actualidad, ha grabado más de 400 películas.

## Premios y nominaciones
| Año  | Ceremonia                  | Resultado | Premio                                   | Trabajo                          |
| ---- | -------------------------- | --------- | ---------------------------------------- | -------------------------------- |
| 2016 | Transgender Erotica Awards | Nominada  | Best Solo Website                        | korradelrio.xxx                  |
| 2017 | Premios AVN                | Nominada  | Mejor escena de sexo transexual          | Bang My Tranny Ass 14            |
| 2017 | Premios AVN                | Nominada  | Premio fan: Artista transexual favorita  | —                                |
| 2017 | Transgender Erotica Awards | Nominada  | Mejor actuación hardcore                 | —                                |
| 2017 | Transgender Erotica Awards | Nominada  | Mejor escena                             | TwoTgirls.com                    |
| 2018 | Premios AVN                | Nominada  | Mejor escena de sexo transexual          | Bang My Tranny Ass 15            |
| 2018 | Premios AVN                | Nominada  | Premio fan: Mejor artista transexual     | —                                |
| 2018 | Transgender Erotica Awards | Nominada  | Best Solo Model                          | —                                |
| 2018 | Transgender Erotica Awards | Ganadora  | Cam Performer of the Year                | —                                |
| 2019 | Premios AVN                | Nominada  | Artista transexual del año               | —                                |
| 2019 | Premios AVN                | Nominada  | Premio fan: Mejor artista transexual     | —                                |
| 2019 | Premios XBIZ               | Nominada  | Artista transexual del año               | —                                |
| 2019 | Premios XRCO               | Nominada  | Artista transexual del año               | —                                |
| 2019 | Transgender Erotica Awards | Nominada  | Best Cam Model                           | —                                |
| 2019 | Transgender Erotica Awards | Nominada  | Best Hardcore Model                      | —                                |
| 2019 | Transgender Erotica Awards | Nominada  | Best Solo Model                          | —                                |
| 2019 | Transgender Erotica Awards | Nominada  | Best Website Model                       | —                                |
| 2020 | Premios AVN                | Nominada  | Artista transexual del año               | —                                |
| 2020 | Premios AVN                | Nominada  | Mejor escena de sexo con transexual      | My Brother's TS Girlfriend       |
| 2020 | Premios XBIZ               | Nominada  | Artista transexual del año               | —                                |
| 2021 | Premios AVN                | Nominada  | Artista transexual del año               | —                                |
| 2021 | Premios XBIZ               | Nominada  | Artista transexual del año               | —                                |
| 2022 | Premios AVN                | Nominada  | Artista transexual del año               | —                                |
| 2022 | Premios AVN                | Nominada  | Mejor escena de sexo transexual en grupo | Take a Ride on the Trans Train 2 |
| 2022 | Premios XBIZ               | Nominada  | Artista transexual del año               | —                                |
| 2022 | Premios XBIZ               | Nominada  | Mejor escena de sexo transexual          | What Others May Think            |
| 2023 | Premios AVN                | Nominada  | Artista transexual del año               | —                                |
| 2023 | Premios AVN                | Nominada  | Mejor escena de sexo con transexual      | Bridal Reservations              |
| 2023 | Premios XBIZ               | Nominada  | Artista transexual del año               | —                                |